# Piłka (Laskowo)
Piłka – część wsi Laskowo w Polsce położona w województwie wielkopolskim, w powiecie chodzieskim, w gminie Szamocin.
W latach 1975–1998 miejscowość administracyjnie należała do województwa pilskiego.